# Buchpreis der Salzburger Wirtschaft
Der Buchpreis der Salzburger Wirtschaft ist ein österreichischer Literatur- und Verlagspreis, der seit 2003 alle zwei Jahre von der Wirtschaftskammer Salzburg und der Fachgruppe Buch- und Medienwirtschaft verliehen wird. Geehrt wird damit das Gesamtwerk eines Autors oder die Leistung eines Verlegers mit Bezug zu Salzburg. Der Preis ist mit 7000 Euro dotiert.

## Preisträger
- 2003 Wolf Haas, Autor
- 2005 Jochen Jung, Verleger
- 2007 Brita Steinwendtner, Leiterin der Rauriser Literaturtage
- 2009 Max Blaeulich, Antiquar und Herausgeber
- 2011 Peter Stephan Jungk, Autor
- 2013 Julian Schutting, Autor
- 2015 Kathrin Röggla, Autorin
- 2017 Teresa Präauer, Autorin
- 2019 Arno Kleibel, Verleger[1]
- 2021 Birgit Birnbacher, Autorin
- 2023 Laura Freudenthaler, Autorin